# Trnovac (brdo u Tuzli)
Trnovac, brdo u gradu Tuzli. Nalazi se sjeverno od Jale, između Kojšina, Soline i Gradine. U osmanskim vremenima bilo je vlasništvo paše Mahmud-paše Tuzlića. Tijekom velike epidemije kolere 1846. koja je zahvatila Tuzlu, paša je ponudio mjesnim Srbima lokalitet Mioci, najviši vrh iznad Trnovca za pravoslavno groblje, što su Srbi prihvatili.
1878. godine Austro-Ugarska zaposjela je BiH. 1885. godine vršila je istražna bušenja tla. Našli su visoke koncentracije slane vode i bogate naslage kamene soli. Povoljni rezultati s Trnovca i lignit u Kreki nagnali su austro-ugarske vlasti pripremati izgradnju druge industrijske zone koju su napravili na Kreki, jer su blizu bili ugljenokopi i slanih bunara. Uskoro na Trnovcu grade suvremene slane bunare za eksploataciju slane vode i opskrbu solana u Siminom Hanu i Kreki.
Na groblju je 1900. dovršena pravoslavna crkva sv. velikomučenika Georgija, danas nacionalni spomenik BiH. Groblje Trnovac je poslije postalo multikonfesionalno.